# Ninox spilonotus
El nínox de Romblón (Ninox spilonotus) es una especie de ave strigiforme de la familia Strigidae endémica de Filipinas. Anteriormente era considerado conespecífico con el nínox de Luzón (Ninox philippensis), pero en la actualidad es tratado como especie separada.

## Distribución
Se distribuye en las islas filipinas de Sibuyán y Tablas.

## Taxonomía
Se reconocen dos subespecies:
- N. s. spilonotus Bourns & Worcester, 1894 – en Sibuyan;
- N. s. fisheri Rasmussen et al., 2012 – en Tablas.